# Вольф, Эрнст Виктор
Эрнст Виктор Вольф (нем. Ernst Victor Wolff; 6 августа 1889, Берлин — 21 августа 1960, Ист-Лансинг) — немецкий и американский клавесинист еврейского происхождения.
Окончил берлинскую Консерваторию Клиндворта — Шарвенки, ученик Филиппа Шарвенки. Одновременно изучал музыковедение в Берлинском университете у Макса Фридлендера, Германа Кречмара и Йоханнеса Вольфа. В 1911—1914 гг. работал в США как ассистент Фридлендера, преподававшего в Гарвардском университете. В 1914 году вернулся в Германию и защитил в Берлине диссертацию «Песни Роберта Шумана в первой и последующих редакциях» (нем. Robert Schumanns Lieder in ersten und späteren Fassungen).
Как исполнитель в межвоенный период в наибольшей степени ассоциировался с музыкой Георга Фридриха Генделя, занимал пост первого клавесиниста Генделевского фестиваля в Гёттингене.
После прихода к власти нацистов в 1933 году эмигрировал в Лондон, а с 1936 года жил и работал в США. В первую очередь был известен как аккомпаниатор; в 1936—1938 гг. принял участие в записи полного собрания песен Хуго Вольфа (в том числе с певцом Александром Кипнисом). 20 февраля 1938 года принял участие в звёздном составе исполнителей, под управлением Вальтера Дамроша исполнившем в Карнеги-холле Кофейную кантату Иоганна Себастьяна Баха. На рубеже 1930—1940-х гг. записал ряд сольных произведений Баха.
В 1947 г. по приглашению Роя Андервуда (1896—1990) принял участие в летней школе Университета штата Мичиган, затем преподавал в университете до конца жизни. Незадолго до смерти был удостоен университетской награды «Выдающемуся преподавателю». Среди его студентов был Алан Кёртис.